# Daiotyla maculata
Daiotyla maculata är en orkidéart som först beskrevs av Leslie Andrew Garay, och fick sitt nu gällande namn av Robert Louis Dressler. Daiotyla maculata ingår i släktet Daiotyla, och familjen orkidéer.
Artens utbredningsområde är Colombia. Inga underarter finns listade i Catalogue of Life.

## Bildgalleri

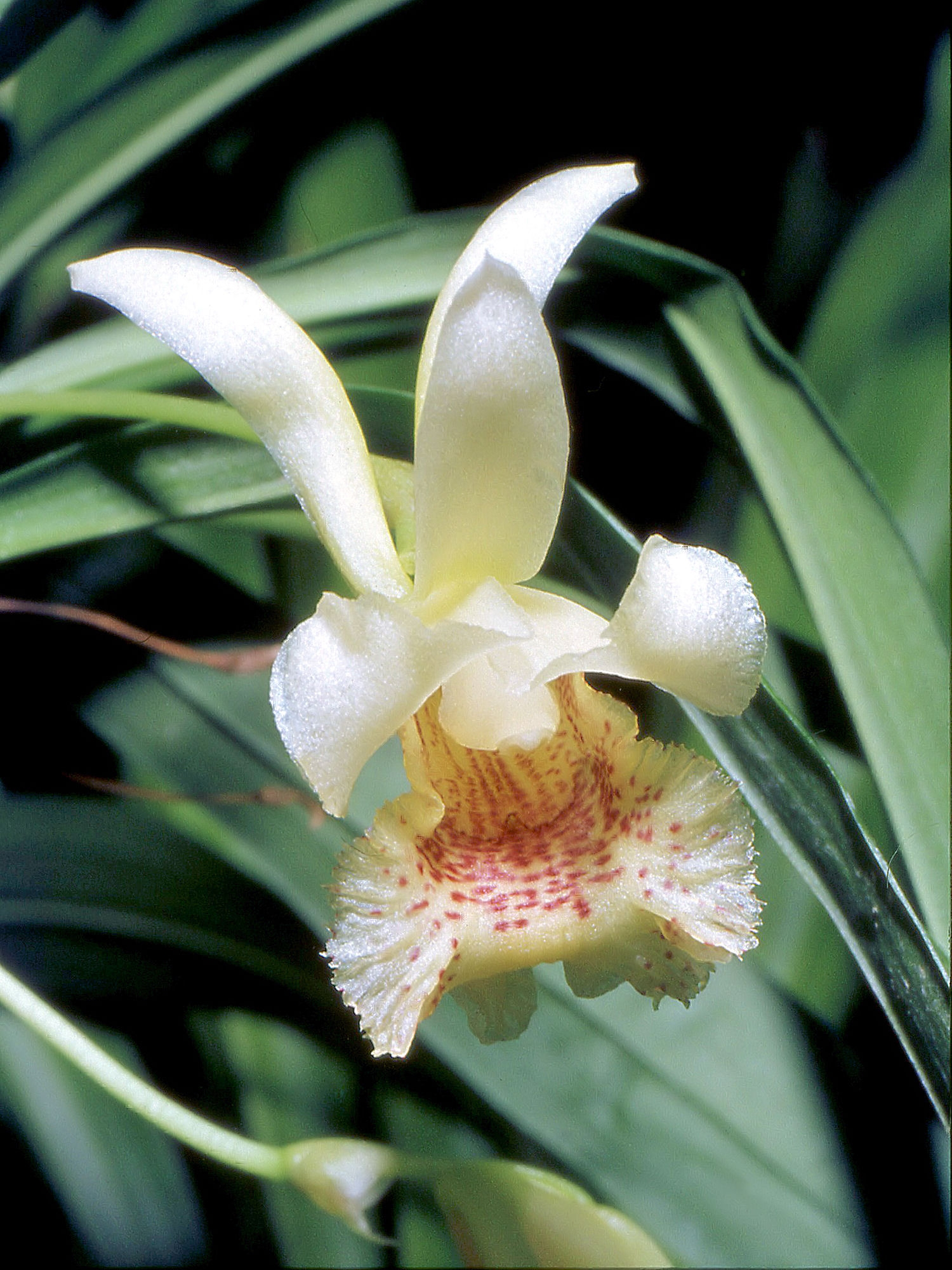
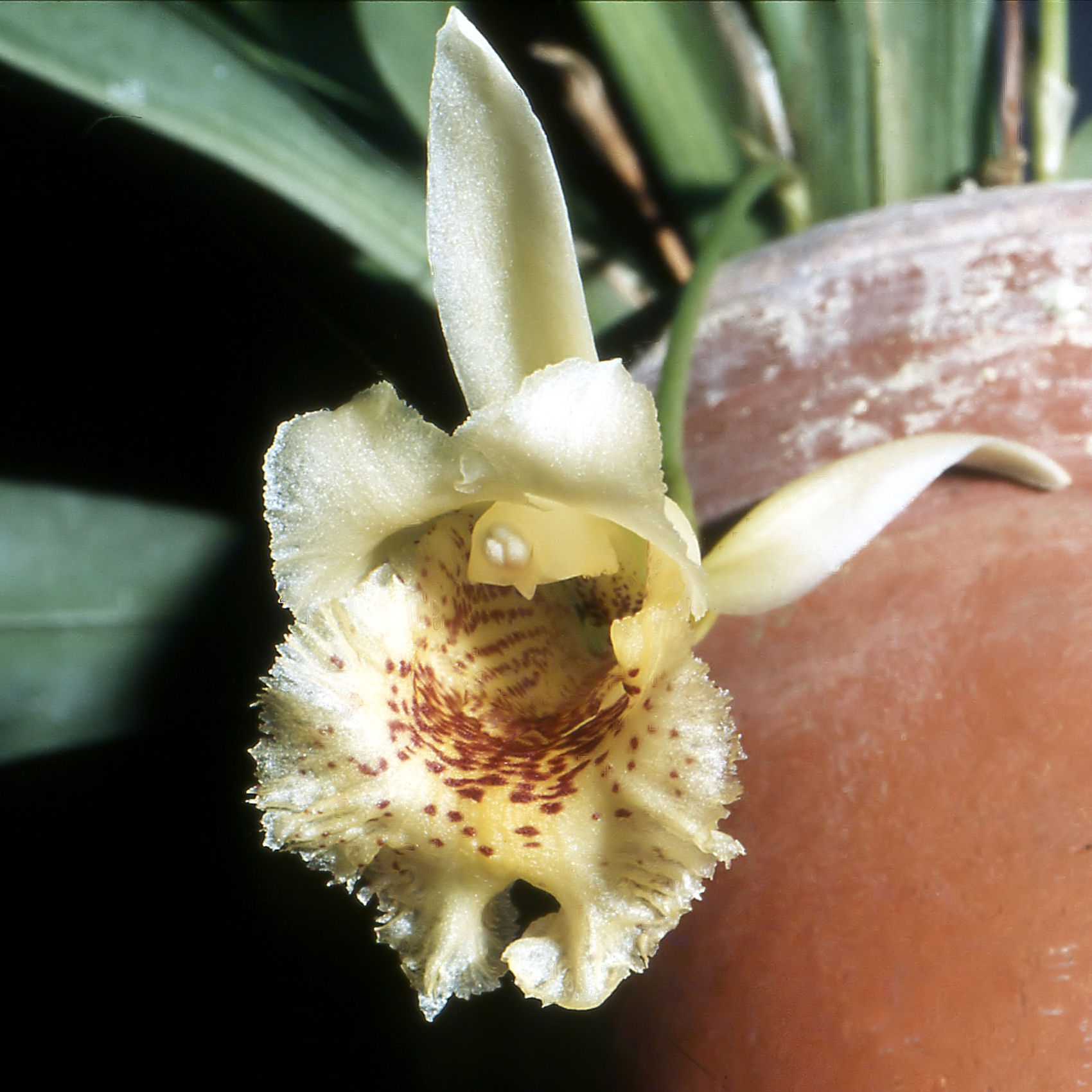